# SkyMarathon Sentiero 4 Luglio
Le SkyMarathon Sentiero 4 Luglio est une compétition de skyrunning disputée à Corteno Golgi en Italie. Il a été créé en 1995. Il est surnommé la Maratona Del Cielo.

## Histoire
En 1993, un groupe d'amis menés par Giacomo Salvadori décide de créer un sentier de montagne sur les hauts de Corteno Golgi pour rendre hommage à Davide Salvadori, décédé tragiquement en montagne. Le sentier est nommé Sentiero 4 Luglio, d'après la date de naissance de Davide Salvadori. Un refuge de montagne est également érigé sur le sentier et est nommé Bivacco Davide Salvadori (it) en son honneur. Lors de l'inauguration le 3 juillet, le spécialiste de skyrunning Adriano Salvadori et ami de Davide Salvadori décide de parcourir le sentier en courant et rallie Corteno Golgi à Santicolo en 4 h 27 min 59 s. Il se voit remettre un trophée par les parents de Davide Salvadori. La première édition officielle de la course a lieu l'année suivante et voit une quarantaine de participants prendre le départ. Giacomo Salvadori prend les rênes de l'organisation,,.
En 2000, l'événément est enrichi par l'ajout d'une nouvelle épreuve, le Half SkyMarathon, d'une distance équivalente à celle d'un semi-marathon.
En 2003, l'épreuve rejoint le calendrier de la Skyrunner World Series.
L'année 2007 voit un changement de présidence. Giacomo Salvadori cède sa place à son neveu Simone Salvadori qui organise la course jusqu'en 2009. La course n'a pas lieu en 2010. Un nouveau comité présidé par Tom Bernardi se met en place et relance l'événement en 2011,,. À cette occasion, la course fait office d'épreuve unique de SkyMarathon pour les championnats d'Italie de skyrunning.
L'édition 2020 est annulée en raison de la pandémie de Covid-19 tout comme l'édition 2021.
L'édition 2025 accueille les championnats d'Europe de skyrunning avec le SkyMarathon comptant comme épreuve d'Ultra SkyMarathon et le Half SkyMarathon comptant comme épreuve de SkyRace.

## Parcours

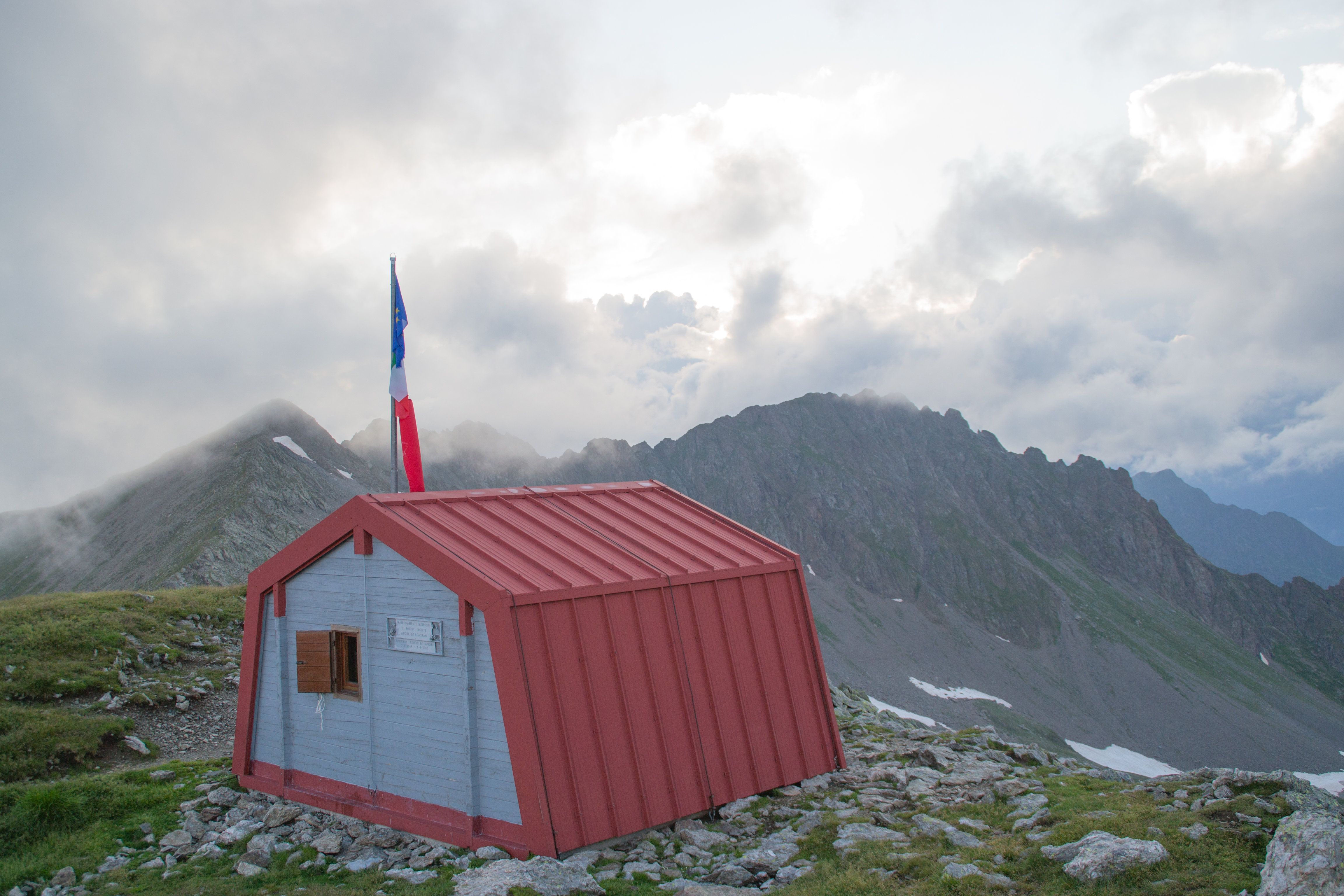
Bivacco Davide Salvadori situé sur le parcours.

### SkyMarathon
Le départ est donné au centre du village de Corteno Golgi. Le parcours suit dans un premier temps la route qui mène au hameau de Sant'Antonio puis emprunte le sentier qui mène au refuge de Campovecchio. À partir de là, le parcours entame l'ascension du Sentiero 4 Lugio. Il monte jusqu'au lieu-dit Premàlt puis suit la crète qui mène au Zappello dell’Asino. Le parcours suit alors le flanc des montagnes jusqu'à Val Rösa. Le parcours entreprend ensuite l'ascension qui mène au Passo Telènek puis continue jusqu'au sommet de la Cima Sèllero où il atteint son point culminant à 2 744 m d'altitude. Le parcours redescend sur le Passo Sèllero puis continue sur la crête et passe notamment par le Bivacco Davide Salvadori (it). Il poursuit jusqu'au Piz Tri puis entreprend la descente jusqu'au village de Santicolo où est donnée l'arrivée. Il mesure 42 km pour 2 735 m de dénivelé positif et négatif.

### Half SkyMarathon
Le départ est donné au centre du village de Corteno Golgi. Le parcours suit dans un premier temps la route qui mène au hameau de Sant'Antonio. À partir de là, le parcours diverge de celui du SkyMarathon. Il poursuit dans le Val Brandét jusqu'au fond de la vallée puis effectue l'ascension qui mène au Passo Salina. Il rejoint le parcours du SkyMarathon qui mène à l'arrivée à Santicolo. Il mesure 23 km pour 1 600 m de dénivelé positif et négatif.

## Vainqueurs

### SkyMarathon
| Édition | Date | Hommes                                              | Hommes                                              | Hommes                                              | Femmes                                              | Femmes                                              | Femmes                                              |
| ------- | ---- | --------------------------------------------------- | --------------------------------------------------- | --------------------------------------------------- | --------------------------------------------------- | --------------------------------------------------- | --------------------------------------------------- |
|         |      | Rang                                                | Athlète                                             | Temps                                               | Rang                                                | Athlète                                             | Temps                                               |
| 1re     | 1995 | 1er                                                 | Fabio Meraldi                                       | 3 h 58 min 59 s                                     |                                                     |                                                     |                                                     |
| 2e      | 1996 | 1er                                                 | Mauro Gatta                                         | 3 h 43 min 17 s                                     |                                                     | Gisella Bendotti                                    | 5 h 20 min 10 s                                     |
| 3e      | 1997 | 1er                                                 | Mauro Gatta                                         | 3 h 45 min 8 s                                      |                                                     | Morena Paieri                                       | 5 h 19 min 4 s                                      |
| 4e      | 1998 | 1er                                                 | Mauro Gatta                                         | 3 h 41 min 29 s                                     |                                                     | Morena Paieri                                       | 4 h 47 min 32 s                                     |
| 5e      | 1999 | 1er                                                 | Mauro Gatta                                         | 4 h 32 min 29 s                                     |                                                     | Morena Paieri Gloriana Pellissier                   | 5 h 52 min 50 s                                     |
| 6e      | 2000 | 1er                                                 | Fabio Meraldi                                       | 4 h 22 min 43 s                                     |                                                     | Gloriana Pellissier                                 | 5 h 32 min 6 s                                      |
| 7e      | 2001 | 1er                                                 | Bruno Brunod                                        | 4 h 11 min 39 s                                     |                                                     | Michela Benzoni                                     | 5 h 39 min 57 s                                     |
| 8e      | 2002 | 1er                                                 | Dennis Brunod                                       | 4 h 17 min 2 s                                      |                                                     | Corinne Favre                                       | 5 h 24 min 60 s                                     |
| 9e      | 2003 | 1er                                                 | Mario Poletti                                       | 4 h 8 min 24 s                                      |                                                     | Corinne Favre                                       | 5 h 28 min 3 s                                      |
| 10e     | 2004 | 1er                                                 | Fabio Bonfanti                                      | 4 h 16 min 36 s                                     |                                                     | Emanuela Brizio                                     | 5 h 29 min 44 s                                     |
| 11e     | 2005 | 1er                                                 | Fabio Bonfanti                                      | 4 h 14 min 38 s                                     | 22e                                                 | Emanuela Brizio                                     | 5 h 10 min 43 s                                     |
| 12e     | 2006 | 1er                                                 | Ettore Girardi                                      | 4 h 21 min 58 s                                     | ?e                                                  | Gloriana Pellissier                                 | 5 h 11 min 5 s                                      |
| 13e     | 2007 | 1er                                                 | Andrew Symonds                                      | 4 h 15 min 11 s                                     | 36e                                                 | Corinne Favre                                       | 5 h 18 min 21 s                                     |
| 14e     | 2008 | 1er                                                 | Paolo Gotti                                         | 4 h 25 min 6 s                                      | 36e                                                 | Corinne Favre Pierangela Baronchelli                | 5 h 29 min 9 s                                      |
| 15e     | 2009 | 1er                                                 | Jessed Hernàndez                                    | 4 h 20 min 48 s                                     | 15e                                                 | Emanuela Brizio                                     | 5 h 12 min 37 s                                     |
| 16e     | 2011 | 1er                                                 | Titta Scalet                                        | 4 h 21 min 58 s                                     | 22e                                                 | Emanuela Brizio                                     | 5 h 15 min 1 s                                      |
| 17e     | 2012 | 1er                                                 | Paolo Gotti                                         | 4 h 40 min 20 s                                     | 24e                                                 | Emanuela Brizio                                     | 5 h 45 min 50 s                                     |
| 18e     | 2013 | 1er                                                 | Tadei Pivk                                          | 4 h 10 min 17 s                                     | 20e                                                 | Silvia Serafini                                     | 5 h 10 min 10 s                                     |
| 19e     | 2014 | 1er                                                 | Tadei Pivk                                          | 4 h 14 min 47 s                                     | 16e                                                 | Emanuela Brizio                                     | 5 h 25 min 2 s                                      |
| 20e     | 2015 | 1er                                                 | Tadei Pivk                                          | 4 h 21 min 19 s                                     | 10e                                                 | Emanuela Brizio                                     | 5 h 24 min 7 s                                      |
| 21e     | 2016 | 1er                                                 | Tadei Pivk                                          | 4 h 15 min 9 s                                      | 17e                                                 | Denisa Dragomir                                     | 5 h 27 min 13 s                                     |
| 22e     | 2017 | 1er                                                 | Marco De Gasperi                                    | 4 h 16 min 46 s                                     | 13e                                                 | Denisa Dragomir                                     | 5 h 15 min 55 s                                     |
| 23e     | 2018 | 1er                                                 | Cristian Minoggio                                   | 4 h 13 min 55 s                                     | 12e                                                 | Denisa Dragomir                                     | 5 h 14 min 3 s                                      |
| 24e     | 2019 | 1er                                                 | Daniel Antonioli                                    | 4 h 11 min 38 s                                     | 23e                                                 | Denisa Dragomir                                     | 5 h 25 min 15 s                                     |
| -       | 2020 | Course annulée en raison de la pandémie de Covid-19 | Course annulée en raison de la pandémie de Covid-19 | Course annulée en raison de la pandémie de Covid-19 | Course annulée en raison de la pandémie de Covid-19 | Course annulée en raison de la pandémie de Covid-19 | Course annulée en raison de la pandémie de Covid-19 |
| -       | 2021 | Course annulée en raison de la pandémie de Covid-19 | Course annulée en raison de la pandémie de Covid-19 | Course annulée en raison de la pandémie de Covid-19 | Course annulée en raison de la pandémie de Covid-19 | Course annulée en raison de la pandémie de Covid-19 | Course annulée en raison de la pandémie de Covid-19 |
| 25e     | 2022 | 1er                                                 | Cristian Minoggio                                   | 4 h 14 min 47 s                                     | 20e                                                 | Fabiola Conti                                       | 5 h 31 min 30 s                                     |
| 26e     | 2023 | 1er                                                 | Nadir Maguet                                        | 4 h 3 min 2 s                                       | 28e                                                 | Chiara Giovando                                     | 4 h 2 min 56 s                                      |
| 27e     | 2024 | 1er                                                 | Tadei Pivk                                          | 4 h 16 min 9 s                                      | 22e                                                 | Corinna Ghirardi                                    | 5 h 23 min 38 s                                     |
| 28e     | 2025 | 1er                                                 | Sergio Bonaldi                                      | 4 h 36 min 38 s                                     | 48e                                                 | Aurora Invernizzi                                   | 6 h 8 min 43 s                                      |

### Half SkyMarathon
| Édition | Date | Hommes                                              | Hommes                                              | Hommes                                              | Femmes                                              | Femmes                                              | Femmes                                              |
| ------- | ---- | --------------------------------------------------- | --------------------------------------------------- | --------------------------------------------------- | --------------------------------------------------- | --------------------------------------------------- | --------------------------------------------------- |
|         |      | Rang                                                | Athlète                                             | Temps                                               | Rang                                                | Athlète                                             | Temps                                               |
| 1re     | 2000 | 1er                                                 | Tiziano Ambrosi                                     | 2 h 3 min 14 s                                      |                                                     | Jana Heczková                                       | 2 h 41 min 3 s                                      |
| 2e      | 2001 | 1er                                                 | Fabio Bonfanti                                      | 2 h 1 min 3 s                                       |                                                     | Giovanna Cavalli                                    | 2 h 36 min 24 s                                     |
| 3e      | 2002 | 1er                                                 | Andrea Agostini                                     | 2 h 2 min 16 s                                      |                                                     | Maria Giovanna Cerutti                              | 2 h 29 min 19 s                                     |
| 4e      | 2003 | 1er                                                 | Michele Semperboni                                  | 1 h 59 min 34 s                                     |                                                     | Gisella Bendotti Emanuela Brizio                    | 2 h 28 min 10 s                                     |
| 5e      | 2004 | 1er                                                 | Lucio Fregona                                       | 1 h 58 min 44 s                                     |                                                     | Gloriana Pellissier                                 | 2 h 30 min 38 s                                     |
| 6e      | 2005 | 1er                                                 | Lucio Fregona                                       | 1 h 57 min 41 s                                     | 40e                                                 | Daniela Gilardi                                     | 2 h 28 min 17 s                                     |
| 7e      | 2006 | 1er                                                 | Lucio Fregona                                       | 1 h 59 min 52 s                                     | ?e                                                  | Daniela Gilardi                                     | 2 h 29 min 31 s                                     |
| 8e      | 2007 | 1er                                                 | Lucio Fregona                                       | 2 h 0 min 0 s                                       | ?e                                                  | Gloriana Pellissier                                 | 2 h 28 min 22 s                                     |
| 9e      | 2008 | 1er                                                 | Emanuele Manzi                                      | 2 h 0 min 5 s                                       | 25e                                                 | Gloriana Pellissier                                 | 2 h 30 min 21 s                                     |
| 10e     | 2009 | 1er                                                 | Emanuele Manzi                                      | 2 h 5 min 34 s                                      | 36e                                                 | Cinzia Bertasa                                      | 2 h 38 min 27 s                                     |
| 11e     | 2011 | 1er                                                 | Stefano Butti                                       | 2 h 13 min 59 s                                     | 45e                                                 | Lisa Buzzoni                                        | 2 h 53 min 42 s                                     |
| 12e     | 2012 | 1er                                                 | Davide Pilatti                                      | 2 h 25 min 5 s                                      | 38e                                                 | Lorenza Combi                                       | 3 h 16 min 31 s                                     |
| 13e     | 2013 | 1er                                                 | Davide Pierantoni                                   | 2 h 17 min 2 s                                      | 40e                                                 | Chiara Gianola                                      | 2 h 48 min 32 s                                     |
| 14e     | 2014 | 1er                                                 | Gianfranco Danesi                                   | 2 h 2 min 34 s                                      | 51e                                                 | Debora Benedetti                                    | 2 h 39 min 2 s                                      |
| 15e     | 2015 | 1er                                                 | Samuel Njeru Karani                                 | 2 h 2 min 8 s                                       | 20e                                                 | Elisa Desco                                         | 2 h 24 min 19 s                                     |
| 16e     | 2016 | 1er                                                 | Francis Maina Njoroge                               | 2 h 6 min 19 s                                      | 41e                                                 | Giulia Compagnoni                                   | 2 h 44 min 16 s                                     |
| 17e     | 2017 | 1er                                                 | Davide Magnini                                      | 1 h 59 min 13 s                                     | 29e                                                 | Giulia Compagnoni                                   | 2 h 32 min 25 s                                     |
| 18e     | 2018 | 1er                                                 | Alex Cavallar                                       | 2 h 5 min 32 s                                      | 17e                                                 | Elisa Compagnoni                                    | 2 h 28 min 34 s                                     |
| 19e     | 2019 | 1er                                                 | Robert Panin Surum                                  | 1 h 56 min 6 s                                      | 12e                                                 | Emily Schmitz                                       | 2 h 23 min 39 s                                     |
| -       | 2020 | Course annulée en raison de la pandémie de Covid-19 | Course annulée en raison de la pandémie de Covid-19 | Course annulée en raison de la pandémie de Covid-19 | Course annulée en raison de la pandémie de Covid-19 | Course annulée en raison de la pandémie de Covid-19 | Course annulée en raison de la pandémie de Covid-19 |
| -       | 2021 | Course annulée en raison de la pandémie de Covid-19 | Course annulée en raison de la pandémie de Covid-19 | Course annulée en raison de la pandémie de Covid-19 | Course annulée en raison de la pandémie de Covid-19 | Course annulée en raison de la pandémie de Covid-19 | Course annulée en raison de la pandémie de Covid-19 |
| 20e     | 2022 | 1er                                                 | Geoffrey Gikuni Ndungu                              | 1 h 59 min 25 s                                     | 11e                                                 | Maddalena Somà                                      | 2 h 30 min 25 s                                     |
| 21e     | 2023 | 1er                                                 | Elvis Kipkoech                                      | 1 h 58 min 10 s                                     | 25e                                                 | Monica Vagni                                        | 2 h 43 min 31 s                                     |
| 22e     | 2024 | 1er                                                 | Elija Kamau Kariuki                                 | 2 h 2 min 38 s                                      | 17e                                                 | Francesca Rusconi                                   | 2 h 33 min 16 s                                     |
| 23e     | 2025 | 1er                                                 | Robert Kiplangat Yegon                              | 2 h 2 min 57 s                                      | 19e                                                 | Elisa Sortini                                       | 2 h 34 min 43 s                                     |